# Aphis lotiradicis
Aphis lotiradicis är en insektsart. Aphis lotiradicis ingår i släktet Aphis och familjen långrörsbladlöss. Inga underarter finns listade i Catalogue of Life.